# Rhombomera
Rhombomera, řídč. rombomer je přechodně rozdělená část vyvíjející se mozkového kmene embyí obratlovců v oblasti zadního mozku  (později se tato oblast stane rombencefalonem) složená z buněk neurální lišty v úrovni všech osmi segmentů (R1-R8). Rhombonery exprimují sady HOX genů, výjimkou jsou segmenty R1, R2 exprimující transkripční faktor OTX2. V kaudální oblasti rhombomer jsou buňky postupující k aortě (srdeční lišta)  a buňky parasymapticky inervující střevo (vagová lišta).